# Marián Sluka
Marián Sluka (Veľký Krtíš, 22 luglio 1979) è un allenatore di calcio ed ex calciatore slovacco, di ruolo centrocampista.

## Palmarès

### Giocatore

#### Competizioni internazionali
- Coppa della Livonia: 1

Skonto: 2005